# Coppa Europa di sci alpino 1998
La Coppa Europa di sci alpino 1998 fu la 27ª edizione della manifestazione organizzata dalla Federazione Internazionale Sci.
La stagione maschile iniziò l'8 dicembre 1997 a Valloire, in Francia, e si concluse il 13 marzo 1998 a Bardonecchia, in Italia; furono disputate 33 gare (7 discese libere, 5 supergiganti, 10 slalom giganti, 11 slalom speciali), in 15 diverse località. L'austriaco Benjamin Raich si aggiudicò sia la classifica generale, sia quelle di slalom gigante e di slalom speciale; i suoi connazionali Norbert Holzknecht e Christoph Gruber vinsero rispettivamente quella di discesa libera e quella di supergigante. L'austriaco Stephan Eberharter era il detentore uscente della Coppa generale.
La stagione femminile iniziò il 7 dicembre 1997 a Piancavallo, in Italia, e si concluse il 13 marzo 1998 a Bardonecchia, ancora in Italia; furono disputate 31 gare (6 discese libere, 6 supergiganti, 9 slalom giganti, 10 slalom speciali), in 13 diverse località. L'austriaca Marianna Salchinger si aggiudicò sia la classifica generale, sia quella di discesa libera; la sua connazionale Tanja Schneider vinse quella di supergigante, la svedese Anja Pärson quella di slalom gigante e la finlandese Henna Raita quella di slalom speciale. La Salchinger era la detentrice uscente della Coppa generale.

## Uomini

### Risultati
| Data             | Località              | Nazione  | Spec. | Primo                    | Secondo                  | Terzo                         |
| ---------------- | --------------------- | -------- | ----- | ------------------------ | ------------------------ | ----------------------------- |
| 8 dicembre 1997  | Valloire              | Francia  | GS    | Benjamin Raich           | Ian Piccard              | Vincent Millet                |
| 9 dicembre 1997  | Valloire              | Francia  | GS    | Benjamin Raich           | Patrick Wirth            | Ian Piccard                   |
| 12 dicembre 1997 | Obereggen             | Italia   | SG    | Christoph Gruber         | Chad Gulevich            | Patrick Wirth                 |
| 13 dicembre 1997 | Obereggen             | Italia   | SL    | Benjamin Raich           | Mika Marila              | Kristinn Björnsson            |
| 17 dicembre 1997 | Piancavallo           | Italia   | DH    | Bjarne Solbakken         | Ludwig Sprenger          | Heinrich Rupp                 |
| 21 dicembre 1997 | Kreischberg           | Austria  | SL    | Gaëtan Llorach           | Pierre Violon            | Marco Casanova                |
| 22 dicembre 1997 | Kreischberg           | Austria  | GS    | Benjamin Raich           | Vincent Millet           | Sami Uotila                   |
| 5 gennaio 1998   | Kranjska Gora         | Slovenia | GS    | Benjamin Raich           | Sami Uotila              | Jeff Piccard                  |
| 6 gennaio 1998   | Kranjska Gora         | Slovenia | SL    | Richard Gravier          | Andrej Miklavc           | Benjamin Raich                |
| 9 gennaio 1998   | Donnersbachwald       | Austria  | SL    | Kristinn Björnsson       | Didier Plaschy           | Rainer Schönfelder            |
| 10 gennaio 1998  | Donnersbachwald       | Austria  | SL    | Gaëtan Llorach           | Andrej Miklavc           | Didier Plaschy                |
| 12 gennaio 1998  | Altenmarkt-Zauchensee | Austria  | DH    | Peter Pen                | Patrick Wirth            | Norbert Holzknecht            |
| 12 gennaio 1998  | Altenmarkt-Zauchensee | Austria  | DH    | Norbert Holzknecht       | Maurizio Feller          | Patrick Wirth                 |
| 13 gennaio 1998  | Altenmarkt-Zauchensee | Austria  | DH    | Christoph Gruber         | Jürg Grünenfelder        | Patrick Wirth                 |
| 20 gennaio 1998  | Grimentz              | Svizzera | GS    | Sami Uotila              | Marco Büchel             | Rainer Schönfelder            |
| 20 gennaio 1998  | Grimentz              | Svizzera | SL    | Didier Plaschy           | Gaku Hirasawa            | Angelo Weiss                  |
| 23 gennaio 1998  | Les Menuires          | Francia  | SL    | Gaku Hirasawa            | Pierre Violon            | Didier Plaschy                |
| 24 gennaio 1998  | Les Menuires          | Francia  | GS    | Ian Piccard              | Arnold Rieder            | Benjamin Raich                |
| 25 gennaio 1998  | Les Menuires          | Francia  | SG    | Christoph Gruber         | Sébastien Fournier-Bidoz | Peter Rzehak                  |
| 29 gennaio 1998  | Megève                | Francia  | DH    | Jeff Piccard             | Ludwig Sprenger          | Norbert Holzknecht            |
| 30 gennaio 1998  | Megève                | Francia  | DH    | Norbert Holzknecht       | Roland Fischnaller       | Ludwig Sprenger               |
| 7 febbraio 1998  | Todtnau               | Germania | SL    | Andrej Miklavc           | Markus Eberle            | Benjamin Raich                |
| 8 febbraio 1998  | Todtnau               | Germania | SL    | Matteo Belfrond          | Simone Vicquery          | Gaëtan Llorach                |
| 10 febbraio 1998 | Sankt Moritz          | Svizzera | GS    | Benjamin Raich           | Heinz Schilchegger       | Patrick Wirth                 |
| 11 febbraio 1998 | Sankt Moritz          | Svizzera | SL    | Benjamin Raich           | Gerhard Speiser          | Yves Dimier                   |
| 13 febbraio 1998 | Sella Nevea           | Italia   | GS    | Rainer Salzgeber         | Benjamin Raich           | Heinz Schilchegger            |
| 14 febbraio 1998 | Sella Nevea           | Italia   | GS    | Rainer Salzgeber         | Benjamin Raich           | Arnold Rieder                 |
| 17 febbraio 1998 | Sierra Nevada         | Spagna   | DH    | Stefan Krauß             | Ambrosi Hoffmann         | David Prétot                  |
| 18 febbraio 1998 | Sierra Nevada         | Spagna   | DH    | Stefan Krauß             | Christian Greber         | Ambrosi Hoffmann              |
| 20 febbraio 1998 | Sierra Nevada         | Spagna   | SG    | Sébastien Fournier-Bidoz | Kenneth Sivertsen        | Christian Greber              |
| 20 febbraio 1998 | Sierra Nevada         | Spagna   | SG    | Kenneth Sivertsen        | Tobias Barnerssoi        | Christian Greber              |
| 11 marzo 1998    | Bardonecchia          | Italia   | GS    | Benjamin Raich           | Arnold Rieder            | Sergio Bergamelli Sami Uotila |
| 13 marzo 1998    | Bardonecchia          | Italia   | SL    | Didier Plaschy           | Andrej Miklavc           | Simone Vicquery               |

Legenda:

DH = discesa libera

SG = supergigante

GS = slalom gigante

SL = slalom speciale

### Classifiche

#### Generale
| Pos. | Nome               | Nazione  | Punti |
| ---- | ------------------ | -------- | ----- |
| 1    | Benjamin Raich     | Austria  | 1292  |
| 2    | Patrick Wirth      | Austria  | 882   |
| 3    | Didier Plaschy     | Svizzera | 611   |
| 4    | Christoph Gruber   | Austria  | 555   |
| 5    | Jeff Piccard       | Francia  | 439   |
| 6    | Peter Rzehak       | Austria  | 418   |
| 7    | Gaëtan Llorach     | Francia  | 416   |
| 8    | Ludwig Sprenger    | Italia   | 412   |
| 9    | Rainer Schönfelder | Austria  | 397   |
| 10   | Norbert Holzknecht | Austria  | 385   |

#### Discesa libera
| Pos. | Nome               | Nazione  | Punti |
| ---- | ------------------ | -------- | ----- |
| 1    | Norbert Holzknecht | Austria  | 320   |
| 2    | Ludwig Sprenger    | Italia   | 282   |
| 3    | Peter Rzehak       | Austria  | 248   |
| 4    | Patrick Wirth      | Austria  | 226   |
| 5    | Heinrich Rupp      | Svizzera | 207   |

#### Supergigante
| Pos. | Nome                     | Nazione  | Punti |
| ---- | ------------------------ | -------- | ----- |
| 1    | Christoph Gruber         | Austria  | 300   |
| 2    | Sébastien Fournier-Bidoz | Francia  | 260   |
| 3    | Patrick Wirth            | Austria  | 255   |
| 4    | Kenneth Sivertsen        | Norvegia | 180   |
| 5    | Peter Rzehak             | Austria  | 170   |

#### Slalom gigante
| Pos. | Nome           | Nazione   | Punti |
| ---- | -------------- | --------- | ----- |
| 1    | Benjamin Raich | Austria   | 820   |
| 2    | Patrick Wirth  | Austria   | 401   |
| 3    | Sami Uotila    | Finlandia | 368   |
| 4    | Arnold Rieder  | Italia    | 332   |
| 5    | Jeff Piccard   | Francia   | 253   |

#### Slalom speciale
| Pos. | Nome           | Nazione  | Punti |
| ---- | -------------- | -------- | ----- |
| 1    | Benjamin Raich | Austria  | 472   |
| 2    | Didier Plaschy | Svizzera | 471   |
| 3    | Gaëtan Llorach | Francia  | 394   |
| 4    | Andrej Miklavc | Slovenia | 372   |
| 5    | Pierre Violon  | Francia  | 367   |

## Donne

### Risultati
| Data             | Località                 | Nazione     | Spec. | Prima                    | Seconda              | Terza                             |
| ---------------- | ------------------------ | ----------- | ----- | ------------------------ | -------------------- | --------------------------------- |
| 7 dicembre 1997  | Piancavallo              | Italia      | SL    | Zali Steggall            | Urška Hrovat         | Nataša Bokal                      |
| 8 dicembre 1997  | Piancavallo              | Italia      | SL    | Laure Pequegnot          | Sandra Hälldahl      | Urška Hrovat                      |
| 15 dicembre 1997 | Sankt Sebastian          | Austria     | GS    | Tanja Poutiainen         | Sonia Viérin         | Nicole Gius                       |
| 16 dicembre 1997 | Sankt Sebastian          | Austria     | GS    | Tanja Poutiainen         | Anna Ottosson        | Carrie Sheinberg                  |
| 18 dicembre 1997 | Altenmarkt-Zauchensee    | Austria     | DH    | Kristine Kristiansen     | Marianna Salchinger  | Ylvie Runggaldier                 |
| 19 dicembre 1997 | Altenmarkt-Zauchensee    | Austria     | DH    | Marianna Salchinger      | Kristine Kristiansen | Eveline Rohregger                 |
| 20 dicembre 1997 | Altenmarkt-Zauchensee    | Austria     | SG    | Alexandra Morallet       | Kristine Kristiansen | Pia Käyhkö                        |
| 5 gennaio 1998   | Tignes                   | Francia     | DH    | Kristine Kristiansen     | Marianna Salchinger  | Anna Larionova                    |
| 7 gennaio 1998   | Tignes                   | Francia     | SG    | Varvara Zelenskaja       | Anja Kalan           | Nathalie Robert                   |
| 7 gennaio 1998   | Tignes                   | Francia     | DH    | Kristine Kristiansen     | Marta Antonioli      | Marianna Salchinger               |
| 14 gennaio 1998  | Falcade                  | Italia      | SL    | Henna Raita              | Nataša Bokal         | Edith Rozsa                       |
| 15 gennaio 1998  | Falcade                  | Italia      | SL    | Henna Raita              | Tanja Poutiainen     | Stefanie Wolf                     |
| 22 gennaio 1998  | Schönried                | Svizzera    | SL    | Kristina Andersson       | Ingrid Salvenmoser   | Stefanie Wolf                     |
| 23 gennaio 1998  | Schönried                | Svizzera    | GS    | Christiane Mitterwallner | Edith Rozsa          | Anja Pärson                       |
| 25 gennaio 1998  | Rogla                    | Slovenia    | GS    | Anja Pärson              | Katarina Breznik     | María José Rienda                 |
| 25 gennaio 1998  | Rogla                    | Slovenia    | SL    | Henna Raita              | Riitta Pitkänen      | Julie Parisien                    |
| 28 gennaio 1998  | Falcade                  | Italia      | GS    | Caroline Lalive          | Corina Hossmann      | Anja Pärson                       |
| 29 gennaio 1998  | Falcade                  | Italia      | SL    | Henna Raita              | Riitta Pitkänen      | Petra Olamo                       |
| 1º febbraio 1998 | Pra Loup                 | Francia     | DH    | Grete Strøm              | Veronika Thanner     | Karin Blaser                      |
| 2 febbraio 1998  | Pra Loup                 | Francia     | DH    | Martina Lechner          | Marianna Salchinger  | Grete Strøm                       |
| 3 febbraio 1998  | Pra Loup                 | Francia     | SG    | Marianna Salchinger      | Tanja Schneider      | Alexandra Morallet                |
| 4 febbraio 1998  | Pra Loup                 | Francia     | SG    | Marta Antonioli          | Karin Blaser         | Tanja Schneider                   |
| 6 febbraio 1998  | Nova Levante/Castelrotto | Italia      | GS    | Tanja Schneider          | Karin Köllerer       | Sylviane Berthod                  |
| 7 febbraio 1998  | Nova Levante/Castelrotto | Italia      | SG    | Elisabeth Brandner       | Karin Blaser         | Tanja Schneider                   |
| 8 febbraio 1998  | Nova Levante/Castelrotto | Italia      | SG    | Sylviane Berthod         | Tanja Schneider      | Daniela Ceccarelli                |
| 14 febbraio 1998 | Missen                   | Germania    | SL    | Petra Haltmayr           | Karin Köllerer       | Riitta Pitkänen                   |
| 15 febbraio 1998 | Missen                   | Germania    | SL    | Karin Köllerer           | Kristina Andersson   | Barbara Milani                    |
| 20 febbraio 1998 | Abetone                  | Italia      | GS    | Erika Hansson            | Karin Köllerer       | Ingrid Jacquemod Petra Kritzinger |
| 21 febbraio 1998 | Abetone                  | Italia      | GS    | Anja Pärson              | Karin Köllerer       | Petra Kritzinger                  |
| 12 marzo 1998    | Nevis Range              | Regno Unito | GS    | Anna Ottosson            | Anja Pärson          | Alenka Dovžan                     |
| 13 marzo 1998    | Bardonecchia             | Italia      | SL    | Riitta Pitkänen          | Sandra Hälldahl      | Petra Olamo                       |

Legenda:

DH = discesa libera

SG = supergigante

GS = slalom gigante

SL = slalom speciale

### Classifiche

#### Generale
| Pos. | Nome                 | Nazione   | Punti |
| ---- | -------------------- | --------- | ----- |
| 1    | Marianna Salchinger  | Austria   | 681   |
| 2    | Karin Blaser         | Austria   | 555   |
| 3    | Anja Pärson          | Svezia    | 538   |
| 4    | Tanja Schneider      | Austria   | 484   |
| 5    | Karin Köllerer       | Austria   | 472   |
| 6    | Kristine Kristiansen | Norvegia  | 468   |
| 7    | Henna Raita          | Finlandia | 466   |
| 8    | Riitta Pitkänen      | Finlandia | 457   |
| 9    | Eveline Rohregger    | Austria   | 445   |
| 10   | Tanja Poutiainen     | Finlandia | 415   |

#### Discesa libera
| Pos. | Nome                 | Nazione  | Punti |
| ---- | -------------------- | -------- | ----- |
| 1    | Marianna Salchinger  | Austria  | 429   |
| 2    | Kristine Kristiansen | Norvegia | 380   |
| 3    | Grete Strøm          | Norvegia | 263   |
| 4    | Veronika Thanner     | Austria  | 211   |
| 5    | Marta Antonioli      | Italia   | 181   |
| 5    | Eveline Rohregger    | Austria  | 181   |

#### Supergigante
| Pos. | Nome                | Nazione | Punti |
| ---- | ------------------- | ------- | ----- |
| 1    | Tanja Schneider     | Austria | 280   |
| 2    | Marianna Salchinger | Austria | 252   |
| 3    | Karin Blaser        | Austria | 245   |
| 4    | Marta Antonioli     | Italia  | 206   |
| 5    | Alexandra Morallet  | Francia | 202   |

#### Slalom gigante
| Pos. | Nome             | Nazione  | Punti |
| ---- | ---------------- | -------- | ----- |
| 1    | Anja Pärson      | Svezia   | 469   |
| 2    | Karin Köllerer   | Austria  | 247   |
| 3    | Katarina Breznik | Slovenia | 245   |
| 4    | Petra Kritzinger | Italia   | 234   |
| 5    | Anna Ottosson    | Svezia   | 230   |

#### Slalom speciale
| Pos. | Nome               | Nazione   | Punti |
| ---- | ------------------ | --------- | ----- |
| 1    | Henna Raita        | Finlandia | 466   |
| 2    | Riitta Pitkänen    | Finlandia | 457   |
| 3    | Nataša Bokal       | Slovenia  | 293   |
| 4    | Petra Olamo        | Finlandia | 289   |
| 5    | Kristina Andersson | Svezia    | 265   |